# Zoopark Kaliningrad
Zoopark Kaliningrad (ros. Калининградский зоопарк) – ogród zoologiczny o powierzchni 16,5 ha założony w 1896 roku jako Königsberg Tiergarten na terenie niemieckiego wówczas miasta Królewca, przemianowanego na Kaliningrad w 1946 roku po włączeniu do Związku Radzieckiego.
Zoo posiada 3454 zwierząt z 276 gatunków (stan na kwiecień 2013).